# Pat Austin
'Pat Austin' est un cultivar de rosier moderne introduit au commerce en 1995 par le rosiériste anglais David Austin. Il est baptisé du nom de l'épouse de l'obtenteur et fait partie du groupe des « roses anglaises ». Il est très prisé pour sa forme de chou bien rond et sa couleur originale.

## Description
Le buisson de 'Pat Austin', au port alangui, s'élève de 105 cm à 150 cm (voire parfois 180 cm en climat très doux) pour une envergure de 105 cm. Il peut aussi se conduire en petit buisson palissé ; cependant en France il n'excède pas 130 cm à 150 cm de hauteur. Ses roses doubles fleurissent en solitaire ou en petits bouquets de trois à sept fleurs dont le diamètre est de 10 à 12 cm. En forme de coupe profonde (plus de 41 pétales), elles exhibent des pétales d'un coloris orangé-cuivré et de couleur miel plus pâle au revers et sont fortement parfumées. Ce sont ces qualités originales qui l'ont fait primer plusieurs fois au Royaume-Uni. 
La floraison est remontante.
Sa zone de rusticité est de 6b à 9b et il supporte la chaleur. Il faut couper ses branches grêles à l'abord du printemps et il doit être traité contre les maladies du rosier.
Il est issu d'un croisement 'Graham Thomas' x 'Abraham Darby'.

## Distinctions
- Certificat du Mérite en Australie, 1998
- RHS/RNRS Award of Garden Merit, 2001